# Dichiarazione di Sheffield
La Dichiarazione di Sheffield, nota anche come Risoluzione di Sheffield, fu una petizione dei coloni americani contro le politiche britanniche e un manifesto per i diritti individuali, composa da una serie di risoluzioni approvate dalla città di Sheffield, Massachusetts, il 12 gennaio 1773 e pubblicate sul The Massachusetts Spy, Or, Thomas's Boston Journal il 18 febbraio 1773. L'incontro si svolse nella Casa del Colonnello John Ashley, un edificio inserito nel National Register of Historic Places e situato ad Ashley Falls, un quartiere di Sheffield, Massachusetts.
Le risoluzioni furono discusse e approvate da un comitato di undici cittadini locali: Deacon Silas Kellog, Col. John Ashley (moderatore del comitato), Dr. Lemuel Bernard, Aaron Root, Major John Fellows, Philip Callender, Capt. William Day, Deacon Ebenezer Smith, Capt. Nathaniel Austin, Capt. Stephen Dewey e Theodore Sedgwick, che scrisse il testo.
La prima risoluzione della Dichiarazione affermava che
Queste parole riecheggiano nella frase più famosa della Dichiarazione di Indipendenza di Thomas Jefferson, tre anni dopo: